# Scopula tabianaria
Scopula tabianaria là một loài bướm đêm trong họ Geometridae.